# Hurdalssøen
60°18′36″N 11°06′16″Ø / 60.31000°N 11.10444°Ø
Hurdalssøen (norsk: Hurdalssjøen) er en sø i kommunerne Eidsvoll, Nannestad og Hurdal i Viken fylke i Norge. Søen er godt 19 km lang og op til 3 km på det bredeste sted. Søen har udløb i Andelva, som forbinder Hurdalssøen og elven Vorma, og i denne elv ligger Bønsdalen kraftverk og fire mindre kraftverk. Hurdalssøen er fra gammel tid reguleret ca. 3 m. Hurdalsvådområdet omfatter flere elve som løber til Hurdalssjøen, og er beskyttet i Verneplan III for vådområder. Beskyttelsen omfatter alle tilløbselvene til Hurdalssøen. Ved Hurdalssøen er der badesteder, fiskemuligheder og et rigt dyreliv.

## Eksterne kilder og henvisninger
- NVE – Noregs vassdrags- og energidirektorat Arkiveret 18. december 2007 hos  Wayback Machine